# Santiago-Marathon

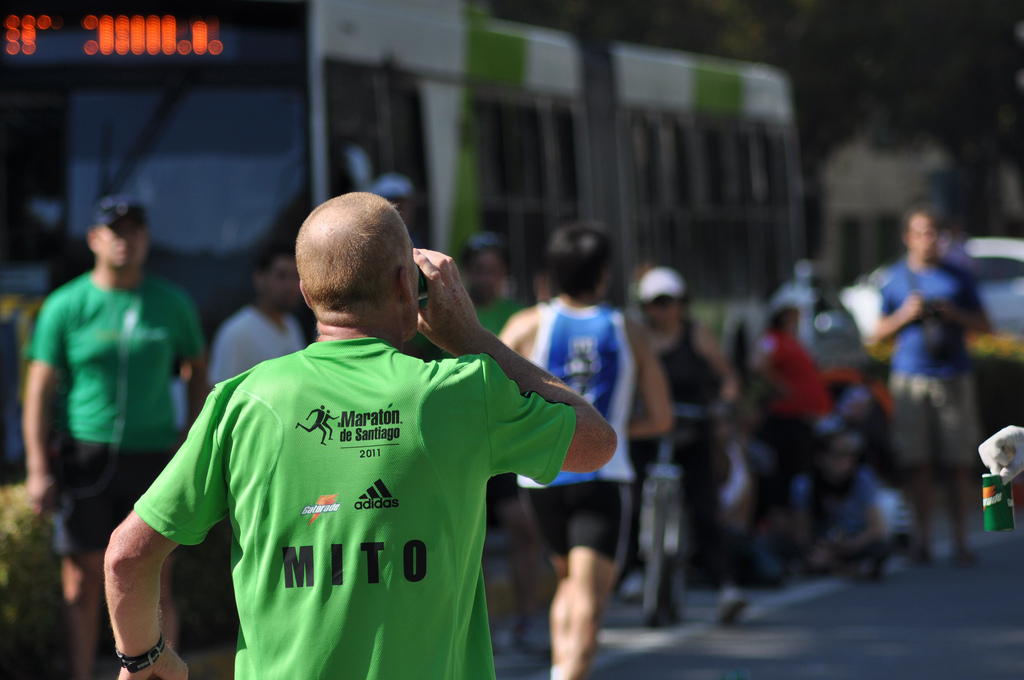
Läufer beim Santiago-Marathon 2011

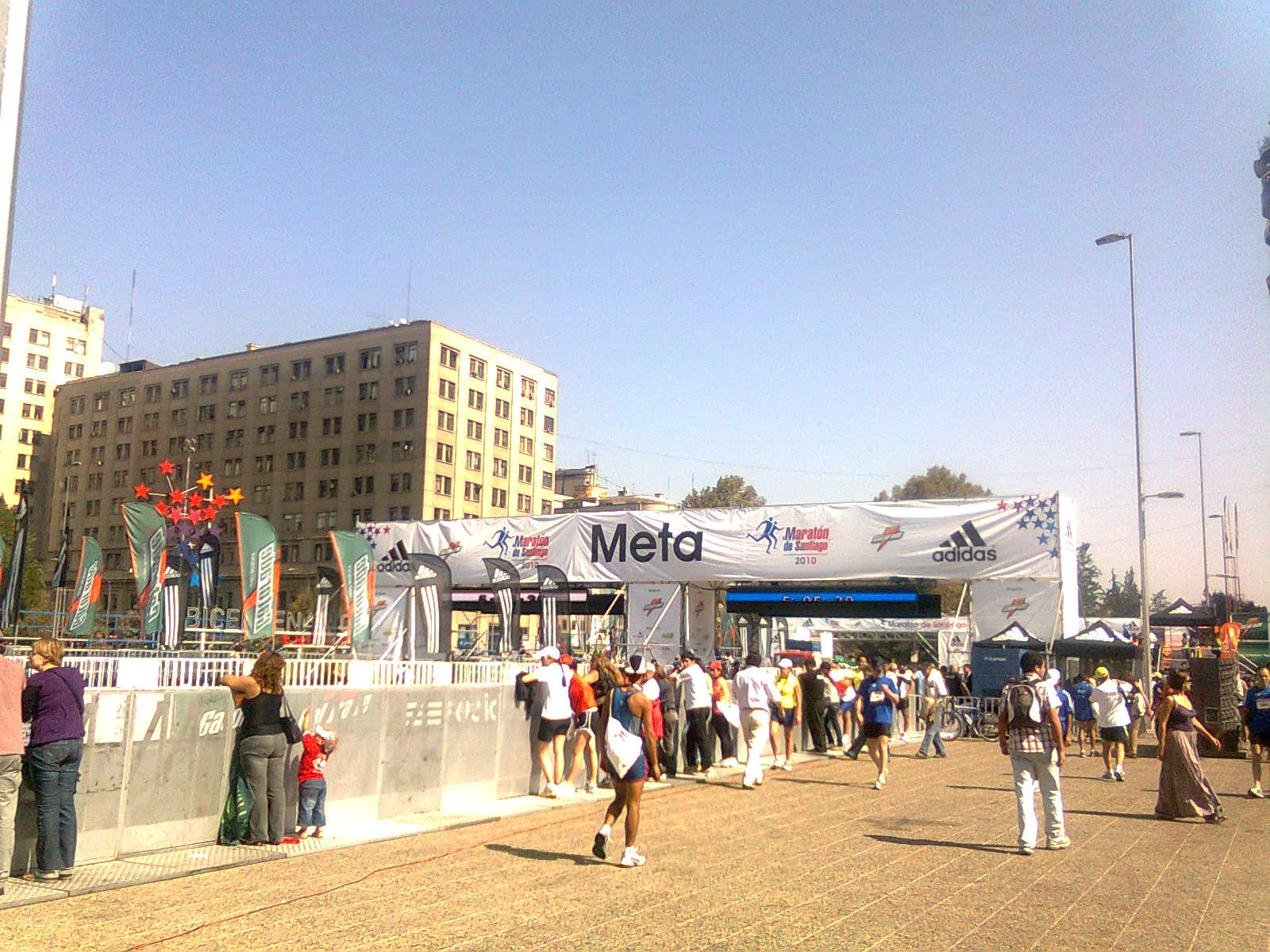
Zielbereich des Santiago-Marathons 2010

Der Santiago-Marathon (spanisch Maratón de Santiago) ist ein Marathon, der seit 2007 in Santiago (Chile) stattfindet. Er wird gemeinsam von Adidas und dem chilenischen Leichtathletikverband FEDACHI organisiert. Zum Wettbewerb gehört auch ein Halbmarathon und ein 10-km-Lauf.

## Strecke
Start und Ziel des Marathons ist auf der Plaza de la Ciudadanía vor dem Präsidentenpalast La Moneda. Entgegen dem Uhrzeigersinn wird eine große Runde gelaufen, die zunächst südöstlich nach Ñuñoa verläuft, wo das chilenische Nationalstadion passiert wird. Über La Reina und Las Condes geht es dann nach Vitacura, wo der nördlichste Punkt der Strecke erreicht wird. Über Providencia geht es dann in südwestlicher Richtung zum Ausgangspunkt der Strecke zurück.

## Statistik

### Siegerliste
Quelle: Website des Veranstalters
| Datum         | Männer                   | Nation    | Zeit    | Frauen                    | Nation    | Zeit    |
| ------------- | ------------------------ | --------- | ------- | ------------------------- | --------- | ------- |
| 18. Mai 2025  | Carlos Díaz Del rio      | Chile     | 2:09:48 | Jovana de la Cruz Capani  | Peru      | 2:33:39 |
| 28. Apr. 2024 | Edwin Kibet Koech        | Kenia     | 2:10:19 | Josephine Chepkoech       | Kenia     | 2:30:16 |
| 7. Mai 2023   | Joseph Kyengo Munywoki   | Kenia     | 2:12:41 | Salinas Jebet             | Kenia     | 2:36:00 |
| 8. Mai 2022   | Daniel Cortés            | Chile     | 2:17:31 | Danica Kusanović          | Chile     | 2:55:14 |
| 7. Apr. 2019  | Jacob Kibet Chulyo       | Kenia     | 2:13:15 | Gladys Yepkemoi           | Kenia     | 2:36:35 |
| 8. Apr. 2018  | Luka Lobuwan -2-         | Kenia     | 2:12:15 | Shewarge Amare Alene      | Äthiopien | 2:30:32 |
| 2. Apr. 2017  | Luka Lobuwan             | Kenia     | 2:09:37 | Inés Melchor              | Peru      | 2:32:09 |
| 3. Apr. 2016  | Victor Kipchirchir Lagat | Kenia     | 2:11:01 | Ogla Jerono Kimaiyo       | Kenia     | 2:35:24 |
| 12. Apr. 2015 | Luka Lobuwan             | Kenia     | 2:11:53 | Inés Melchor              | Peru      | 2:28:18 |
| 6. Apr. 2014  | Beraki Beyene            | Eritrea   | 2:11:50 | Emily Chepkorir           | Kenia     | 2:35:16 |
| 7. Apr. 2013  | Julius Kipyego Keter -2- | Kenia     | 2:11:43 | Jacqueline Nytepi Kiplimo | Kenia     | 2:30:52 |
| 1. Apr. 2012  | Peter Lemayian Nkaya     | Kenia     | 2:12:52 | Natalia Romero -3-        | Chile     | 2:34:55 |
| 3. Apr. 2011  | Julius Kipyego Keter     | Kenia     | 2:13:22 | Hyvon Ngetich             | Kenia     | 2:34:42 |
| 11. Apr. 2010 | Alene Emere              | Äthiopien | 2:12:33 | Natalia Romero -2-        | Chile     | 2:41:13 |
| 5. Apr. 2009  | George Okworo Onwonga    | Kenia     | 2:18:19 | Érika Olivera -2-         | Chile     | 2:36:19 |
| 6. Apr. 2008  | Roberto Echeverría       | Chile     | 2:15:37 | Natalia Romero            | Chile     | 2:45:42 |
| 1. Apr. 2007  | Miguel Meléndez          | Chile     | 2:19:47 | Érika Olivera             | Chile     | 2:44:26 |